# Charles Yorke
Charles Yorke (Londra, 30 dicembre 1722 – Londra, 20 gennaio 1770) è stato un politico inglese.

## Biografia
Era il secondogenito di Philip Yorke, I conte di Hardwicke, e di sua moglie, Margaret Cocks. Studiò al Corpus Christi College di Cambridge.
Le sue capacità letterarie sono stati mostrate in tenera età, dalla sua collaborazione con il fratello Philip in Athenian Letters. Nel 1745 pubblicò un trattato sulla legge di decadenza per alto tradimento, in difesa delle gravi condanne che suo padre aveva dato ai giacobini scozzesi in seguito alla battaglia di Culloden.

## Carriera
Nel 1747 entrò in parlamento come membro per Reigate, carica che scambiò per l'Università di Cambridge. Nella Camera dei Comuni, fece uno dei suoi primi discorsi a favore della riforma del padre, la Marriage Act 1753.
Nel 1751 divenne consulente della Compagnia delle Indie Orientali e nel 1756 è stato nominato procuratore generale, carica che mantenne nel governo Pitt.
Si dimise con Pitt nel 1761, ma nel 1762 divenne procuratore generale sotto Lord Bute. Mantenne questa carica anche quando George Grenville divenne Primo ministro (aprile 1763). Nel novembre successivo si dimise.
La sua più importante misura fu il Quebec Act del 1774.

## Matrimoni

### Primo Matrimonio
Sposò, il 19 maggio 1755, Catharine Freeman (1736-1759), figlia di William Freeman e Catharine Blount. Ebbero un figlio:
- Philip Yorke, III conte di Hardwicke (31 maggio 1757-18 novembre 1834)

### Secondo Matrimonio
Sposò, il 30 dicembre 1762, Agneta Johnston, figlia di Henry Johnston. Ebbero tre figli:
- Sir Charles Philip (12 marzo 1764-13 marzo 1834), sposò Harriott Manningham, non ebbero figli;
- Lady Caroline (?-26 luglio 1818), sposò John Eliot, I conte di St. Germans, non ebbero figli;
- Sir Joseph Sidney (6 giugno 1768-5 maggio 1831), sposò in prime nozze Elizabeth Weake Rattray e in seconde nozze Lady Urania Anne Paulet.

## Morte
Morì il 20 gennaio 1770.